# 中國天主教主教團
中國天主教主教團（英語：Bishops' Conference of Catholic Church in China, BCCCC），位于中国北京，是中華人民共和國天主教的全国教务领导机构，成立于1980年，与中國天主教愛國會並立為中華人民共和國天主教的全國性宗教團體，合称中國天主教“一會一團”。

## 简介
1979年12月22日，来北京参加天主教北京教区傅铁山主教祝圣典礼的7个省、自治区、直辖市的25位主教共同商议认为，根据中国天主教会的发展状况，为在独立自主自办教会方针下办好中国天主教会，使神长教友在当信当行的教义教规上明是非，在重大教务问题上有所遵循，引导神长教友爱国爱教、荣主救灵，有必要成立全国性教务机构。该倡议获全国各教区支持，并组成了杨高坚主教、李德培主教、宗怀德主教、王学明主教、涂世华主教、傅铁山主教等8人组成的筹备组。
1980年5月23日至30日，中国天主教爱国会第三届代表会议在北京举行。此次会议是1976年粉碎“四人帮”后中国天主教界的首次盛会，标志着中国天主教在文革结束后进入了全面恢复和重建时期。1980年5月30日，中国天主教爱国会第三届代表会议结束后，紧接着召开了“中国天主教第一届代表会议”（后来将该会议与中国天主教爱国会第三届代表会议合称为中国天主教第三届代表会议）。在此次会议上，成立了中国天主教主教团、中国天主教教务委员会这两个教务组织，它们与中国天主教爱国会并称为“两会一团”。会议通过了《中国天主教教务委员会章程》，其第二条规定：中国天主教教务委员会“为中国天主教全国性教务机构。其宗旨为：以《圣经》为依据，继承发扬耶稣基督创立教会和宗徒传教的传统精神，宣传耶稣福音，推进荣主救灵事业，引导神长教友，恪守天主诫命，坚持独立自主和民主管理原则，商讨并决定重大教务问题，办好中国天主教会。”第七条规定：“中国天主教主教团由各教区正权主教组成，其任务为：研究、阐明当信当行的教义、教规，交流传教经验，开展对外友好活动。”中国天主教教务委员会主任和中国天主教主教团团长由同一人担任，中国天主教教务委员会副主任兼任中国天主教主教团副团长。张家树主教当选为首任中国天主教教务委员会主任兼中国天主教主教团团长。在此次会议上，还决定成立中国天主教神哲学院，并发表了《告全国天主教神长教友书》和《告台湾天主教神长、教友书》。
因教务发展，在1992年9月召开的中国天主教第五届代表会议上，根据教会领导人提出建议，将中国天主教教务委员会撤销，并在中国天主教主教团下设6个专门委员会，分别负责教务、修院教育、神学研究、海外联谊、圣教礼仪、经济开发和社会服务。原有的中国天主教全国性机构“两会一团”自此变为中国天主教主教团和中国天主教爱国会“一会一团”。
1998年召开的中国天主教第六届代表会议修改通过了《中国天主教主教团章程》。其中第二条规定：中国天主教主教团“为中国天主教的全国性教务领导机构，其宗旨为：以《圣经》为依据，本着至一、至圣、至公，从宗徒传下来的圣而公的传统精神，维护信德宝库，加强教会纪律，藉圣神赐予的恩宠，奉行适合我国国情的独立自主自办教会的原则，宣扬基督福音，广扬圣教。”第三条规定：中国天主教主教团的任务是：“1.研究、阐述当信当行的教义教规；2.审批教区主教的选圣和教区划分、调整；3.设置牧灵职务，制定牧灵规章，开展牧灵工作；4.团结全国神长教友遵守国家宪法、法律、法规与政策，维护社会安定团结，以善言善行光荣在天大父；5.培养各种圣职及献身生活人员；6.对外代表中国天主教会。”
此后中国天主教历届代表会议都对《中国天主教主教团章程》有所修改。2010年中国天主教第八届代表会议修改后的《中国天主教主教团章程》规定，中国天主教主教团的宗旨是：“以圣经和圣传为依据，本着至一、至圣、至公，从宗徒传下来的圣而公教会的传统和梵二大公会议精神，维护信德宝库，藉圣神赐予的恩宠，宣传福音，广扬圣教；在政治、经济和教会事务上坚持独立自主自办原则，维护国家主权和教会事务自主权，与社会主义社会相适应；团结引导全国神长教友遵守宪法、法律、法规和政策，在促进经济社会发展中发挥积极作用，为维护祖国统一、民族团结、社会和谐、宗教和睦、世界和平作贡献，以促进国家、社会及人类的更大福祉。”章程中还规定：“本团在信仰及福传事业上，依据主耶稣基督对宗徒们的派遣和圣神赋予宗徒们的权力，履行牧职使命，在当信当行的教义教规上，与宗徒之长伯多禄的继承人保持共融；在社团组织上向中国天主教代表会议负责。”
中国天主教主教团成立初期，只有20位主教。到2010年代初，中国天主教97个教区有主教或助理主教约60位，仍有将近40个教区无中国天主教主教团批准的主教。与此同时，这将近40个教区中，有30多个教区的主教职位由圣座承认的地下教会掌握。

## 历任领导

### 中国天主教教务委员会
中国天主教教务委员会主任
1. 张家树（圣名类思，1980年—1988年逝世，第三、四届）（天主教上海教区主教）[9][10]
2. 宗怀德（圣名若瑟，1988年—1992年，第四届，代理）（天主教济南教区主教）[9][11]

中国天主教教务委员会副主任
- 杨高坚（圣名弥额尔，1980年—1992年，第三、四届）（天主教常德教区主教）[9][10]
- 王学明（圣名方济各，1980年—1992年，第三、四届）（天主教内蒙古教区主教）[9][10]
- 宗怀德（圣名若瑟，1980年—1992年，第三、四届）（天主教济南教区主教）[9][10]
- 李德培（1980年—1992年，第三、四届）（天主教天津教区主教）[9][10]
- 傅铁山（圣名弥额尔，1980年—1992年，第三、四届）（天主教北京教区主教）[9][10]
- 常守彝（圣名达尼老，1980年—1992年，第三、四届）（天主教张家口教区主教）[9][10]
- 段荫明（圣名玛弟亚，1980年—1992年，第三、四届）（天主教万县教区主教）[9][10]
- 涂世华（圣名安多尼，1980年—1992年，第三、四届）（天主教汉口教区主教）[9][10]
- 林泉（1980年—1992年，第三、四届）（天主教福州教区主教）[9][10]
- 徐振江（圣名保禄，1980年—1984年逝世，第三届）（天主教沈阳教区主教）[10]
- 郭忠（1980年—1992年，第三、四届）（神父）[9][10]
- 陆薇读（圣名弥额尔，1980年—1992年，第三、四届）（教友）[9][10]
- 刘景和（圣名保禄，1986年—1992年，第四届）（天主教唐山教区主教）[9]
- 郁成才（圣名玛窦，1986年—1992年，第四届）（天主教海门教区主教）[9]
- 刘柏年（圣名安多尼，1986年—1992年，第四届）（教友）[9]

中国天主教教务委员会秘书长
1. 杨高坚（圣名弥额尔，1980年—1992年，第三、四届，副主任兼任）[9][10]

### 中国天主教主教团
中国天主教主教团主席
1. 张家树（圣名类思，1980年—1988年逝世，第三、四届，中国天主教教务委员会主任兼中国天主教主教团团长）（天主教上海教区主教）[6][12][13]
2. 宗怀德（圣名若瑟，1988年—1992年，第四届，代理中国天主教教务委员会主任兼代理中国天主教主教团团长）（天主教济南教区主教）[6]
3. 宗怀德（圣名若瑟，1992年—1997年逝世，第五届）（天主教济南教区主教）[6][14]
4. 刘元仁（圣名若瑟，1998年—2005年逝世，第六、七届）（天主教南京教区主教）[6]
5. 傅铁山（圣名弥额尔，2005年—2007年逝世，第七届，代理）（天主教北京教区主教）
6. 马英林（圣名若瑟，2007年—2010年，第七届，秘书长代管）（天主教昆明教区主教）
7. 马英林（圣名若瑟，2010年—2022年，第八、九届）（天主教昆明教区主教）[15][16]
8. 沈斌（圣名若瑟，2022年—，第十届）

中国天主教主教团副主席
- 宗怀德（圣名若瑟，1980年—1992年，第三、四届，副团长）（天主教济南教区主教）[12][13]
- 董光清（圣名伯尔纳定，1980年—1992年，第三、四届，副团长）（天主教武汉教区主教）[12][13]
- 涂世华（圣名安多尼，1980年—1992年，第三、四届，副团长）（天主教汉口教区主教）[12][13]
- 傅铁山（圣名弥额尔，1980年—1992年，第三、四届，副团长）（天主教北京教区主教）[12][13]
- 王学明（圣名方济各，1980年—1992年，第三、四届，副团长）（天主教内蒙古教区主教）[12][13]
- 杨高坚（圣名弥额尔，1980年—1992年，第三、四届，副团长）（天主教常德教区主教）[12][13]
- 钱余荣（圣名多默，1980年—1992年，第三、四届，副团长）（天主教徐州教区主教）[12][13]
- 王瑞寰（圣名伯多禄，1986年—1992年，第四届，副团长）（天主教黑龙江教区主教）[13]
- 金鲁贤（圣名类思，1992年—2004年，第五、六届）（天主教上海教区主教）[14]
- 傅铁山（圣名弥额尔，1992年—2007年逝世，第五、六、七届）（天主教北京教区主教）[14]
- 蔡体远（圣名若望，1992年-1997年逝世，第五届）（汕头教区主教）[14]
- 刘景和（圣名保禄，1998年—2004年，第六届）（天主教唐山教区主教）[17]
- 霍成（圣名若望，2004年—2010年，第七届）（天主教汾阳教区主教）[18]
- 金沛献（圣名比约，2004年—2008年逝世，第七届）（天主教辽宁教区主教）[19]
- 马英林（圣名若瑟，2004年—2010年，第七届）（天主教昆明教区主教）[15]
- 房兴耀（圣名若望，2004年—2022年，第七、八、九届）（天主教临沂教区主教）[15][16]
- 詹思禄（圣名味增爵，2004年—2022年，第七、八、九届）（天主教闽东教区主教）[15][16]
- 方建平（圣名伯多禄，2004年—2022年，第七、八、九届）（天主教唐山教区主教）[15][16]
- 郭金才（圣名若瑟，2010年—，第八、九、十届）（天主教承德教区主教）[15][16]
- 李山（圣名若瑟，2010年—，第八、九、十届）（天主教北京教区主教）[15][16]
- 杨晓亭（圣名若翰，2010年—，第八、九、十届）（天主教榆林教区主教）[15][16]
- 裴军民（圣名保禄，2010年—，第八、九、十届）（天主教辽宁教区主教）[15][16]
- 沈斌（圣名若瑟，2016年—2022年，第九届）（天主教海门教区主教）[16]
- 何泽清（圣名保禄，2016年—，第九、十届）（天主教万州教区主教）[16]
- 杨永强（圣名若瑟，2016年—，第九、十届）（天主教周村教区主教）[16]
- 李稣光（圣名，2022年—，第十届）（天主教江西教区主教）
- 王仁雷（圣名，2022年—，第十届）（天主教徐州教区主教）
- 罗雪刚（圣名，2022年—，第十届）（天主教宜宾教区主教）
- 崔庆琪（圣名，2022年—，第十届）（天主教武汉教区主教）

中国天主教主教团秘书长
1. 杨高坚（圣名弥额尔，1980年—1992年，第三、四届，副团长兼任）[12][13]
2. 傅铁山（圣名弥额尔，1992年—1998年，第五届，副主席兼任）[14]
3. 马英林（圣名若瑟，1998年—2010年，第六、七届）[15]
4. 郭金才（圣名若瑟，2010年—2022年，第八、九届）[15][16]
5. 杨宇（圣名，2022年—，第十届）

中国天主教“一会一团”名誉主席
- 董光清（圣名伯尔纳定，1998年—2007年逝世，第六、七届“一会一团”名誉主席）[20]
- 郁成才（圣名玛窦，1998年—2006年逝世，第六、七届“一会一团”名誉主席）[20]
- 刘柏年（圣名安多尼，2010年—，第八届“一会一团”名誉主席）[17]
- 金鲁贤（圣名类思，2010年—2013年逝世，第八届“一会一团”名誉主席）[17]
- 房兴耀（圣名若望，2022年—，第十届中国天主教爱国会名誉主席）
- 马英林（圣名若瑟，2022年—，第十届中国天主教主教团名誉主席）

中国天主教“一会一团”顾问
- 段荫明（圣名玛弟亚，1992年—2001年逝世，第五、六届主教团顾问）[14]
- 王学明（圣名方济各，1992年—1997年逝世，第五届主教团顾问）[14]
- 王瑞寰（圣名伯多禄，1992年—1992年逝世，第五届主教团顾问）[14]
- 蔡体远（圣名若望，1992年—1997年逝世，第五届主教团顾问）[14]
- 涂世华（圣名安多尼，1992年—，第五、六届主教团顾问，第七、八届“一会一团”顾问）[14][17]
- 郁成才（圣名玛窦，1992年—2006年逝世，第五、六届主教团顾问，第七届“一会一团”顾问）[14]
- 董光清（圣名伯尔纳定，1992年—2007年逝世，第五、六届主教团顾问，第七届“一会一团”顾问）[14]
- 李笃安（圣名安多尼，1992年—2006年逝世，第五、六届主教团顾问，第七届“一会一团”顾问）[14]
- 蒋陶然（圣名保禄，1992年—2010年逝世，第五、六届主教团顾问）[14]
- 李思德（圣名斯德望，1992年—1993年逝世，第五届主教团顾问）[14]
- 金鲁贤（圣名类思，2004年—2010年，第七届“一会一团”顾问）[17]
- 刘景和（圣名保禄，2004年—2013年逝世，第七、八届“一会一团”顾问）[17]
- 俞嘉第（圣名保禄，2010年—2012年逝世，第八届“一会一团”顾问）[17]
- 吕国存（圣名加禄，2010年—2013年逝世，第八届“一会一团”顾问）[17]
- 周肖吾（圣名安多尼，2010年—2016年，第八届“一会一团”顾问）[17]
- 刘德申（圣名伯多禄，2010年—2016年，第八届“一会一团”顾问）[17]
- 李明述（圣名若瑟，2010年—2016年，第八届“一会一团”顾问）[17]
- 余润深（圣名类斯，2010年—2016年，第八届“一会一团”顾问）[17]

中国天主教“一会一团”监事会
- 詹思禄（2022年—，第十届“一会一团”监事长）
- 方建平（2022年—，第十届“一会一团”副监事长）
- 刘元龙（2022年—，第十届“一会一团”副监事长）
- 雷世银（2022年—，第十届“一会一团”监事）
- 舒南武（2022年—，第十届“一会一团”监事）